# Brochothrix thermosphacta
Brochothrix thermosphacta ist ein grampositiver, stäbchenförmiger, unbeweglicher, fakultativ anaerober und psychrotropher Mikroorganismus mit Bedeutung für die Lebensmittelmikrobiologie.

## Merkmale

### Erscheinungsbild
Brochothrix thermosphacta ist ein grampositives, stäbchenförmiges und unbewegliches Bakterium. Die Länge der Zellen variiert von kurzen Stäbchen bis hin zu langen Filamenten, die Breite liegt bei etwa 0,6 µm.

### Wachstum und Stoffwechsel
Das Wachstum erfolgt fakultativ anaerob. Auf gängigen Nährmedien zeigt sich nach 24 Stunden Inkubation nur wenig Wachstum, nach 2–3 Tagen lassen sich jedoch kleine, runde, glatte und glänzende Kolonien erkennen. Ihr Durchmesser beträgt 1,0 bis 1,5 mm, sie sind nicht besonders gefärbt. Auf Blutagar erfolgt keine Hämolyse. Das Wachstum erfolgt optimal bei 20–22 °C, aber auch bei 0–1 °C ist nach sieben Tagen Wachstum erkennbar, bei 37 °C hingegen erfolgt kein Wachstum. Damit ist die Art eher als psychrotolerant (psychrotroph) zu kennzeichnen, denn als psychrophil.
Der Katalase-Test verläuft positiv. Es erfolgt keine Bildung von Schwefelwasserstoff (H2S), Nitrat kann nicht reduziert werden, Gelatine und Harnstoff werden nicht hydrolysiert, Citrat kann nicht verwertet werden. Folgende Kohlenhydrate werden unter Bildung von Säure, aber ohne sichtbare Gasbildung abgebaut: Die Monosaccharide Arabinose, Glucose und Xylose; die Disaccharide Lactose, Saccharose, Maltose und Cellobiose; die Zuckeralkohole Mannitol und Dulcitol sowie Stärke als Polysaccharid. Beim fermentativen Abbau (Gärung) dieser Kohlenhydrate wird L-(+)-Milchsäure als vorherrschendes Produkt gebildet.
Brochothrix thermosphacta ist nicht besonders hitzeresistent. Bei 55 °C erfolgt eine Abtötung nach maximal 10 Minuten, bei 63 °C werden die meisten Stämme nach 3 Minuten, die resistenteren nach 5 Minuten abgetötet.

## Vorkommen
Brochothrix thermosphacta wurde in frischer Schweinewurst entdeckt.

## Bedeutung
Aufgrund seiner Fähigkeit, bei 4 °C und ohne Sauerstoff bei höheren Konzentrationen von Kohlenstoffdioxid zu wachsen, verdirbt Brochothrix thermosphacta häufig vorverpacktes oder vakuumverpacktes Fleisch und Fleischprodukte. Dabei bildet er flüchtige Stoffe Acetoin, Diacetyl (aerob) oder unter anaeroben Bedingungen Milchsäure und Ethanol. Zum Nachweis kann der SIN-Agar (Streptomycin-Inosit-Neutralrot-Agar) herangezogen werden.

## Systematik
Brochothrix thermosphacta wurde früher als „Microbacterium thermosphactum“ (McLean and Sulzbacher 1953) bezeichnet, es handelt sich dabei um ein Synonym. Das Epitheton B. thermosphacta bedeutet in etwa „wird durch Hitze getötet“. Die Gattung Brochothrix wurde früher zu den Milchsäurebakterien gezählt, gehört jedoch zur Familie der Listeriaceae (Stand 2018).